# .uy
.uy — национальный домен верхнего уровня для Уругвая. По состоянию на март 2009 года в домене Уругвая функционирует более 19 000 имён. Национальный домен Уругвая является открытым доменом, зарегистрировать имя третьего уровня в нём могут любые заинтересованные в этом физические лица и организации. Регистрирующая организация — SeCIU (Central Service of University Computer science). Доменные споры решаются путём обращения в Центр Согласительных Процедур и Арбитража при Национальной Палате Торговли и Услуг Уругвая.

## Домены второго уровня
- com.uy: для коммерческих компаний.
- edu.uy: для местных объектов образования.
- gub.uy: для местных государственных учреждений.
- net.uy: для местных провайдеров услуг Интернета.
- mil.uy: для национальных вооружённых сил.
- org.uy: для некоммерческих организаций.